# デルタ多面体
デルタ多面体（デルタためんたい、deltahedron）とは、全ての面が正三角形である凸多面体。
全ての辺の長さは等しい。全ての面は大きさも等しく合同である。ただし、頂点形状や二面角は必ずしも一定ではない。
全部で8種。うち3種は正多面体で、それ以外の5種はジョンソンの立体である。また1つは角錐、3つは双角錐、2つは双角錐反柱である。面の数が4、6、8、10、12、14、16、20のものが1つずつあるが、デルタ十八面体は存在しない。
| 図形         | 名称         | デルタ多面体   | 説明                                                           |
| ------------ | ------------ | -------------- | -------------------------------------------------------------- |
| 正四面体     | 正四面体     | デルタ四面体   | 正三角錐                                                       |
| 双三角錐     | 双三角錐     | デルタ六面体   | 正三角錐を2つ貼り合わせた立体                                  |
| 正八面体     | 正八面体     | デルタ八面体   | 正四角錐を2つ貼り合わせた立体                                  |
| 双五角錐     | 双五角錐     | デルタ十面体   | 正五角錐を2つ貼り合わせた立体                                  |
| 変形双五角錐 | 変形双五角錐 | デルタ十二面体 | 双五角錐の底面の2辺を切り広げ、隙間に2枚の正三角形を入れた立体 |
| 三側錐三角柱 | 三側錐三角柱 | デルタ十四面体 | 正三角柱の3つの側面に正四角錐を貼り付けた立体                  |
| 双四角錐反柱 | 双四角錐反柱 | デルタ十六面体 | 正四角反柱の2つの底面に正四角錐を貼り付けた立体                |
| 正二十面体   | 正二十面体   | デルタ二十面体 | 正五角反柱の2つの底面に正五角錐を貼り付けた立体                |

また、デルタ多面体を凸多面体に限らない場合もある。そうすると、ダ・ヴィンチの星や一種の正二十面体の星型など多くの多面体がデルタ多面体の仲間となる。

## 英語名称
デルタ多面体を意味する英語名称 deltahedron は、ねじれ双角錐を意味する英語名称の一つ deltohedron と酷似している（a と o が異なるだけ）ので、英文の際、紛らわしい。